# Jim Marurai
Jim Marurai (født 9. juli 1947, død 4. november 2020) var politiker og tidligere ministerpræsident på Cook-øerne fra 2004 til 2010. Han repræsenterede Det Demokratiske Allianceparti ligesom sin forgænger Robert Woonton.
Han mistede sin kone i 2005.